# Ala I Ulpia Syriaca

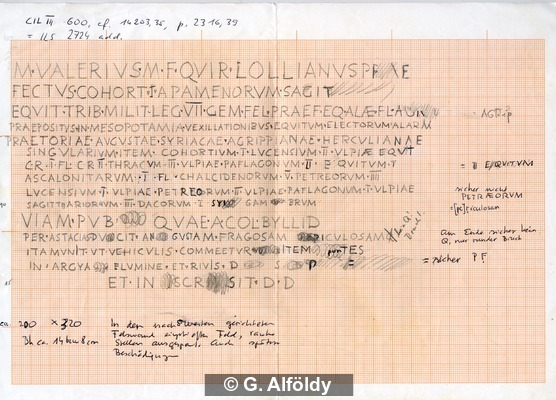
Eine Zeichnung der Inschrift, angefertigt durch Géza Alföldy

Die Ala I Ulpia Syriaca (deutsch 1. Ala die Ulpische Syriaca) war eine römische Auxiliareinheit. Sie ist durch zwei Militärdiplome und eine Inschrift belegt.

## Namensbestandteile
- Ala: Die Ala war eine Reitereinheit der Auxiliartruppen in der römischen Armee.

- I: Die römische Zahl steht für die Ordnungszahl die erste (lateinisch prima). Daher wird der Name dieser Militäreinheit als Ala prima .. ausgesprochen.

- Ulpia: die Ulpische. Die Ehrenbezeichnung bezieht sich auf Kaiser Trajan, dessen vollständiger Name Marcus Ulpius Traianus lautet.

- Syriaca: aus der Provinz Syria bzw. die Syrische.

Da es keine Hinweise auf den Namenszusatz milliaria (1000 Mann) gibt, war die Einheit eine Ala quingenaria. Die Sollstärke der Ala lag bei 480 Mann, bestehend aus 16 Turmae mit jeweils 30 Reitern.

## Geschichte
Die Ala war in der Provinz Syria stationiert. Sie ist auf zwei Militärdiplomen für die Jahre 124 und 153 n. Chr. aufgeführt.
Die Ala wurde durch Trajan (98–117) neu aufgestellt. Der erste Nachweis der Einheit in Syria beruht auf einem Diplom, das auf 124 datiert ist. In dem Diplom wird die Ala als Teil der Truppen aufgeführt (siehe Römische Streitkräfte in Syria), die in der Provinz stationiert waren. Ein weiteres Diplom, das auf 153 datiert ist, belegt die Einheit in derselben Provinz.
Eine Vexillation der Ala nahm am Partherkrieg des Lucius Verus (161–166) teil. Sie wird in einer Inschrift als Teil der Einheiten aufgelistet, die unter der Leitung von Marcus Valerius Lollianus standen.

## Standorte
Standorte der Ala sind nicht bekannt.

## Angehörige der Ala
Folgende Angehörige der Ala sind bekannt:

### Kommandeure
- Longinius Longus: er wird auf dem Diplom von 124 als Kommandeur genannt.

### Sonstige
- [] Domitius, ein Soldat: das Diplom von 124 wurde für ihn ausgestellt.